# Białogard (stad)
Białogard (uitspraakⓘ) (Duits: Belgard an der Persante) is een stad in het Poolse woiwodschap West-Pommeren, gelegen in de powiat Białogardzki. De oppervlakte bedraagt 25,72 km², het inwonertal 24.399 (2005).

## Geschiedenis
Na het vertrek van de hier wonende Germaanse Rugiërs richtten in de 6de eeuw binnengetrokken Slaven een versterking op. In de 9de eeuw is sprake van de stam van de Pomeranen, waaraan de latere provincie zijn naam zou ontlenen. De versterking droeg in haar eerste vermelding rond 1100 de naam ‘de witte burcht’ (Bel-gard).  Poolse koningen veroverden dit gebied, dat toen Cassubia genoemd werd, maar behielden het niet. De kerstening vanuit het Duitse Rijk leidde er in 1181 toe dat de Pomoraanse  machthebbers zich als leenmannen onder de Duitse keizer stelden. Handelslieden en handwerkers uit Duitse streken legden een stad aan die in 1299 stadsrecht van Lübeck kreeg. De Pommerse hertog Wartislaw IV vestigde hier een residentie, terwijl de stad werd ommuurd en een nog altijd aanwezige stadskerk kreeg. In 1534 werd de lutherse hervorming ingevoerd. Aan de bloei kwam een einde tijdens de Dertigjarige Oorlog toen de stad door keizerlijke en Zweedse troepen afwisselend werd bezet en uitgewoond. Een pestepidemie halveerde de bevolking. De Vrede van Westfalen wees de stad in 1648, na het uitsterven van het Pommerse hertogengeslacht aan het hertogdom  Brandenburg toe en dat legerde er een Pruisisch garnizoend. In de Zevenjarige Oorlog werd de stad in 1765 door Russische troepen veroverd en afgebrand. Na de Napoleontische tijd begon de bevolking weer te groeien met rond 1850 en opnieuw rond 1900 een verdubbeling tot 7.000 inwoners. Aansluiting op het spoorwegnet maakte industriële ontwikkeling mogelijk.
Voor de Tweede Wereldoorlog woonden  16.500  mensen in Belgard en begin 1945 moesten deze bij nadering van het Sovjetleger naar het westen vluchten. Hun plaats werd ingenomen door Polen die uit het oosten kwamen. Zij brachten in 1960 het aantal weer op het vooroorlogse peil. De stad is slechts voor deel door de Sovjet-troepen afgebrand en onderscheidt zich van de meeste andere Pommerse steden door een betrekkelijk gaaf stadsbeeld als een voorbeeld van een historische Pommerse 'Landstadt'.

## Geboren
- Aleksander Kwaśniewski (1954), president van Polen (1995-2005)

Stadsdistricten: Szczecin · Koszalin · Świnoujście

Districten:
Białogard · Choszczno · Drawsko Pomorskie · Goleniów · Gryfice · Gryfino · Kamień · Kołobrzeg · Koszalin · Łobez · Myślibórz · Police · Pyrzyce · Sławno · Stargard · Szczecinek · Świdwin · Wałcz

Grootste steden:
Białogard · Goleniów · Gryfino · Kołobrzeg · Koszalin · Police · Stargard · Świnoujście · Szczecin · Szczecinek · Wałcz